# Miguel Luís
Miguel Luís (Coimbra, 1999. február 27. –) portugál korosztályos válogatott labdarúgó, a lengyel Warta Poznań középpályása.

## Pályafutása

### Klubcsapatokban
Luís a portugáliai Coimbra városában született. Az ifjúsági pályafutását az Académica csapatában kezdte, majd a Sporting CP akadémiájánál folytatta.
2017-ben mutatkozott be a Sporting CP tartalék, majd 2018-ban az első osztályban szereplő felnőtt keretében. 2020-ban a Vitória Guimarães szerződtette. 2021-ben a lengyel első osztályban érdekelt Raków Częstochowához igazolt. A 2021–22-es szezon második felében a Warta Poznań csapatát erősítette kölcsönben. 2022. július 27-én hároméves szerződést kötött a Warta Poznań együttesével. Először a 2022. július 30-ai, Miedź Legnica ellen 2–1-re megnyert mérkőzés 63. percében, Maciej Żurawski cseréjeként lépett pályára. Első gólját 2022. október 31-én, a Radomiak ellen idegenben 3–2-es győzelemmel zárult találkozón szerezte meg.

### A válogatottban
Luís az U15-östől az U21-esig szinte minden korosztályos válogatottban képviselte Portugáliát.

## Statisztikák
2023. január 28. szerint
| Klub                      | Szezon   | Osztály       | Bajnokság | Bajnokság | Kupa és Ligakupa | Kupa és Ligakupa | Nemzetközi | Nemzetközi | Összesen | Összesen |
| Klub                      | Szezon   | Osztály       | Meccs     | Gól       | Meccs            | Gól              | Meccs      | Gól        | Meccs    | Gól      |
| ------------------------- | -------- | ------------- | --------- | --------- | ---------------- | ---------------- | ---------- | ---------- | -------- | -------- |
| Sporting CP               | 2018–19  | Liga Portugal | 8         | 1         | 2                | 0                | 3          | 1          | 13       | 2        |
| Sporting CP               | 2019–20  | Liga Portugal | 2         | 0         | 2                | 0                | 3          | 0          | 7        | 0        |
| Sporting CP               | Összesen | Összesen      | 10        | 1         | 4                | 0                | 6          | 1          | 20       | 2        |
| Vitória Guimarães         | 2020–21  | Liga Portugal | 18        | 0         | 2                | 0                | —          | —          | 20       | 0        |
| Raków Częstochowa         | 2021–22  | Ekstraklasa   | 1         | 0         | 0                | 0                | —          | —          | 1        | 0        |
| Warta Poznań (kölcsönben) | 2021–22  | Ekstraklasa   | 14        | 3         | 0                | 0                | —          | —          | 14       | 3        |
| Warta Poznań              | 2022–23  | Ekstraklasa   | 16        | 2         | 2                | 0                | —          | —          | 18       | 2        |
| Warta Poznań              | Összesen | Összesen      | 30        | 5         | 2                | 0                | 0          | 0          | 32       | 5        |
| Összesen                  | Összesen | Összesen      | 59        | 6         | 8                | 0                | 6          | 1          | 73       | 7        |

## Sikerei, díjai
Sporting CP
- Taça de Portugal
  - Győztes (1): 2018–19

- Taça da Liga
  - Győztes (1): 2018–19

- Super Cup
  - Döntős (1): 2019–20

Raków Częstochowa
- Lengyel Szuperkupa
  - Győztes (1): 2022

Portugál U17-es válogatott
- U17-es labdarúgó-Európa-bajnokság
  - Győztes (1): 2016

Portugál U19-es válogatott
- U19-es labdarúgó-Európa-bajnokság
  - Győztes (1): 2018